# Song of the Deep
Song of the Deep est un jeu vidéo de type metroidvania développé par Insomniac Games et édité par GameStop, sorti en juillet 2016 sur Windows, PlayStation 4 (PlayStation Network) et Xbox One (Xbox Live Arcade). Le joueur incarne Marryn, une jeune fille qui a construit un sous-marin afin de partir à la recherche de son père disparu à la suite d'une partie de pêche.

## Accueil

### Ventes
Au 26 août 2016, soit plus d'un mois après le début de la commercialisation de Song of the Deep, les ventes seraient supérieures à 120 000 unités. Un chiffre au-dessus des prévisions dressées par Paul Raines, le PDG de GameStop — en partenariat avec Insomniac Games pour la vente en édition physique du jeu. Dans une interview réalisée pour Gamasutra, Paul Raines dévoile qu'à cette date, près de 20 % des ventes sont réalisées sous format dématérialisé, et par conséquent, cela signifie qu'environ 80 % des copies sont vendues au détail.

### Distinctions
En 2017, Song of the Deep est nommé dans la catégorie « Jeu familial original », aux côtés de Owlboy et de The Flame in the Flood lors des récompenses du National Academy of Video Game Trade Reviewers de l'édition 2017,. La même année, l'une des musiques du jeu est nommée lors du Hollywood Music in Media Awards.